# Östra Bränntjärnen, Värmland
Östra Bränntjärnen är en sjö i Torsby kommun i Värmland och ingår i Göta älvs huvudavrinningsområde. Sjöns area är 0,027 kvadratkilometer och den befinner sig 341,5 meter över havet.